# Próba statystyczna

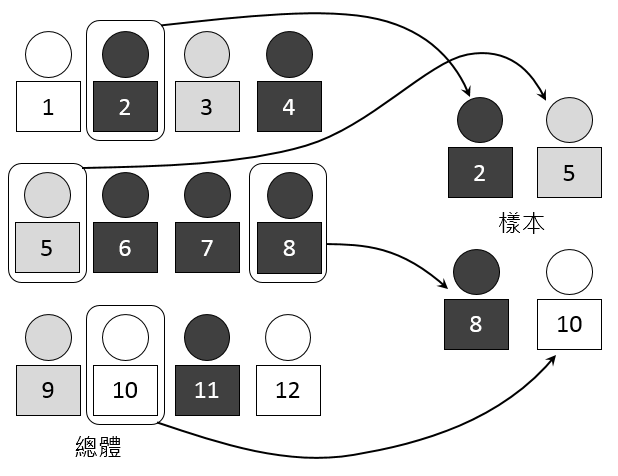
Wizualizacja próby statystycznej.

Próba statystyczna – zbiór obserwacji statystycznych wybranych (zwykle wylosowanych) z populacji. 
Zwykle stosuje się tzw. próbę losową, definiowaną formalnie w teorii statystyki, jako ciąg zmiennych losowych o rozkładzie, takim jak rozkład populacji.
Czasem, np. gdy istotne jest zbadanie również pewnej podpopulacji o niewielkiej liczebności, stosuje się próby ważone, w których elementy populacji mogą różnić się prawdopodobieństwem wejścia do próby. Wymaga to wprowadzenia wag poszczególnych obserwacji podczas analizy takiego zbioru danych.